# Juan Guillermo Domínguez
Juan Guillermo Domínguez Cabezas (Bogotà, 17 dicembre 1986) è un ex calciatore colombiano, di ruolo difensore.

## Carriera
Ha debuttato nel 2005 con il Deportivo Cali.